# Puyehue (Vulkan)
Der Puyehue ist ein 2236 m hoher Vulkan in den südchilenischen Anden und gehört zum Vulkankomplex Puyehue-Cordón Caulle. Er befindet sich in der Región de Los Ríos, 20 km östlich des Lago Puyehue inmitten des 107 km² großen Puyehue-Nationalparks.

## Puyehue-Cordón Caulle
Der Vulkankomplex Puyehue-Cordón Caulle besteht aus den Einzelvulkanen Puyehue (Stratovulkan mit Gipfelcaldera von 2,5 km Durchmesser), Cordón Caulle (Bergrücken mit Eruptionsspalten) sowie der Carrán-Los Venados-Gruppe (Cluster aus ca. 70 Kratern, Maaren und kleinen Stratovulkanen), die sich alle entlang der Liquiñe-Ofqui-Störungszone (einer großen Horizontalverschiebung) und begleitender Nebenstörungen aufreihen.
Meist wurden die historischen Ausbrüche in diesem Gebirgszug zusammenfassend als Puyehue-Eruptionen bezeichnet, obwohl die vergangenen Ausbrüche im Cordón Caulle oder im Bereich der Carran-Los Venados-Gruppe stattfanden. Vermutlich verlagerte sich das Eruptionszentrum vom Puyehue-Vulkan hin zur Cordón-Caulle-Gruppe.

## Eruptionsgeschichte
Der jüngste Ausbruch des Vulkans im Bereich des Cordón Caulle begann am 4. Juni 2011.
Am 4. Juni 2011 wurden 3500 Personen evakuiert, da ein Ausbruch des Vulkans bevorstand. Es wurde eine bis zu zehn Kilometer hohe Aschesäule beobachtet. Am 5. Juni erschütterten heftige Eruptionen die umliegenden Gebiete und ein kilometerlanger Graben tat sich in der Erdkruste auf. Weiterhin waren große Lava-Auswürfe deutlich sichtbar und die Aschewolke wuchs stetig an. Selbst in die hundert Kilometer östlich des Vulkans gelegene Touristenstadt Bariloche in Argentinien wehte Asche und bedeckte dort ganze Landstriche mit einer Ascheschicht. Viehzüchter in der argentinischen Pampa befürchteten Futterengpässe, da die Asche bis zu 50 cm hoch auf den Feldern lag. In den Seen und Flüssen der Umgebung führte die Asche zu einem Fischsterben.  Der Vulkanausbruch behinderte den Flugverkehr in weiten Teilen Südamerikas. Immer wieder mussten sämtliche Flüge von und nach Buenos Aires sowie Flüge nach Montevideo gestrichen werden. Mitte Juni führten die Aschewolken des Puyehue zeitweilig auch zum Ausfall hunderter Flüge über Australien und Neuseeland. Nach Angaben der chilenischen Zivilluftfahrt bewegte sich die Aschewolke in östlicher Richtung einmal um die Erde und kehrte von Westen aus in Höhe von Coyhaique, 1600 Kilometer südlich der Hauptstadt Santiago, zurück. Im argentinischen Teil Patagoniens wurde in mehreren Provinzen der Notstand ausgerufen und die Winterschulferien vorgezogen. Am 21. Juni erreichte die Aschewolke bei einer zweiten Erdumrundung Australien und sorgte erneut für den Ausfall zahlreicher Flüge.

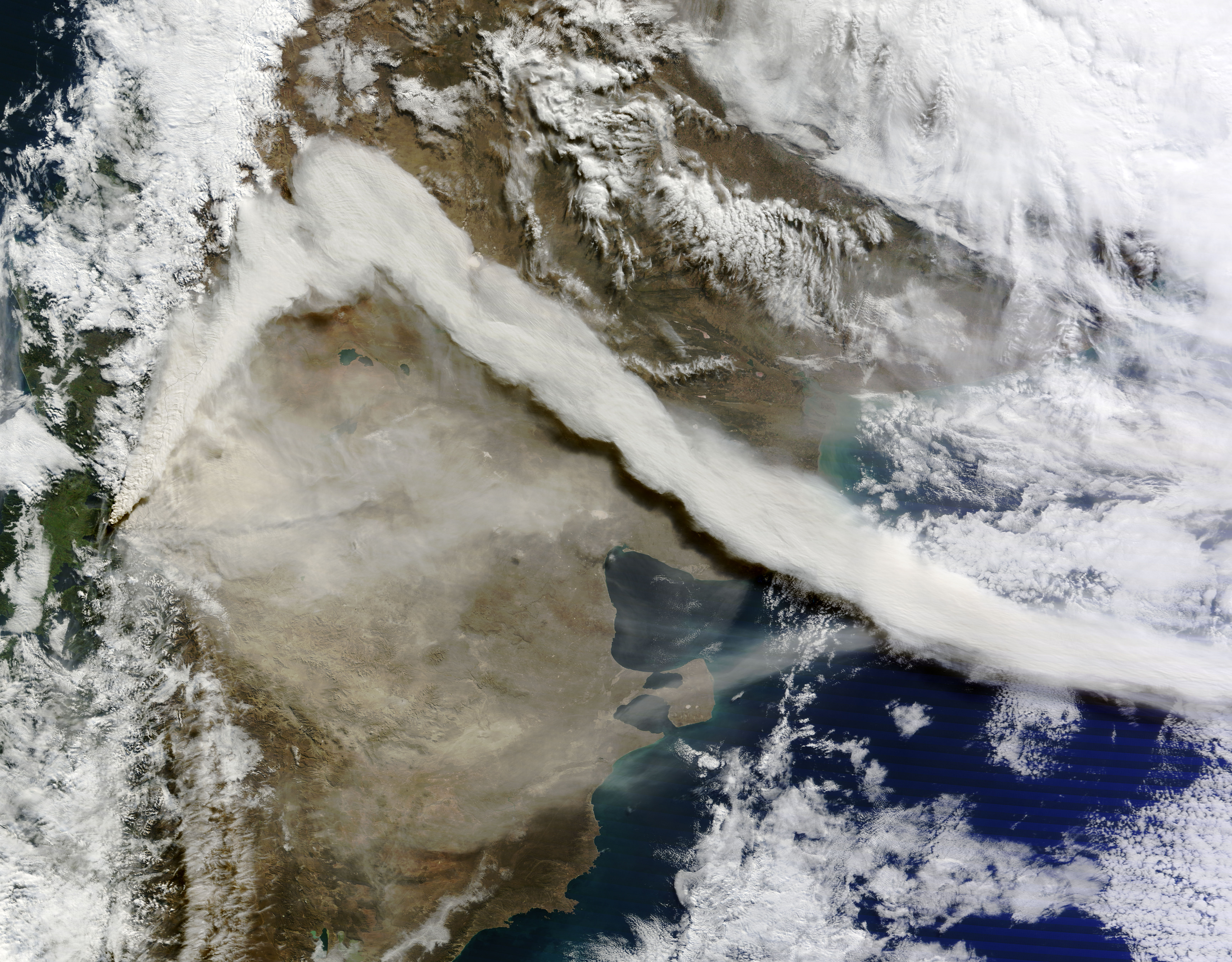
Satellitenaufnahme der Eruption vom 7. Juni 2011

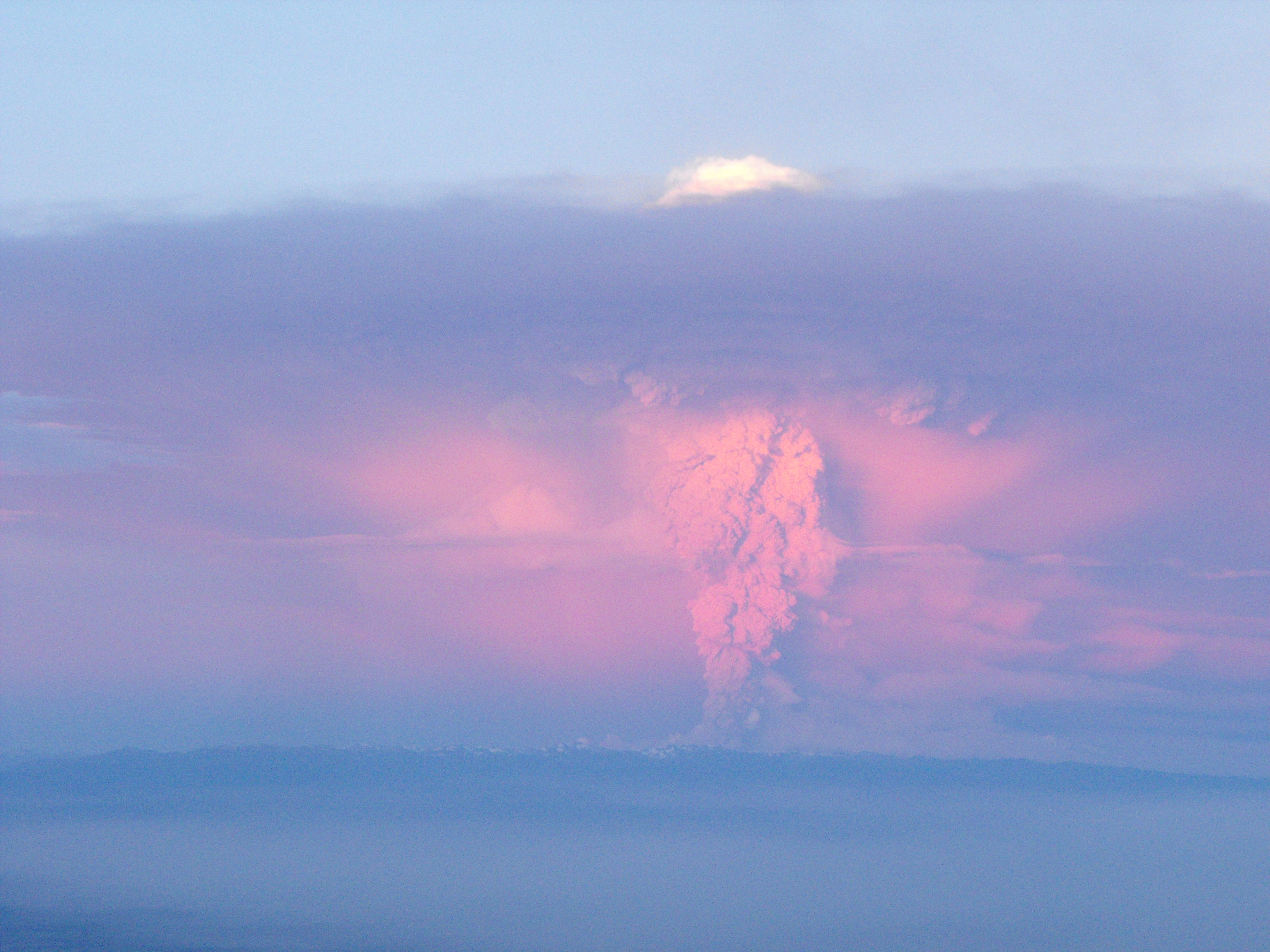
Luftaufnahme der Eruption vom 5. Juni 2011

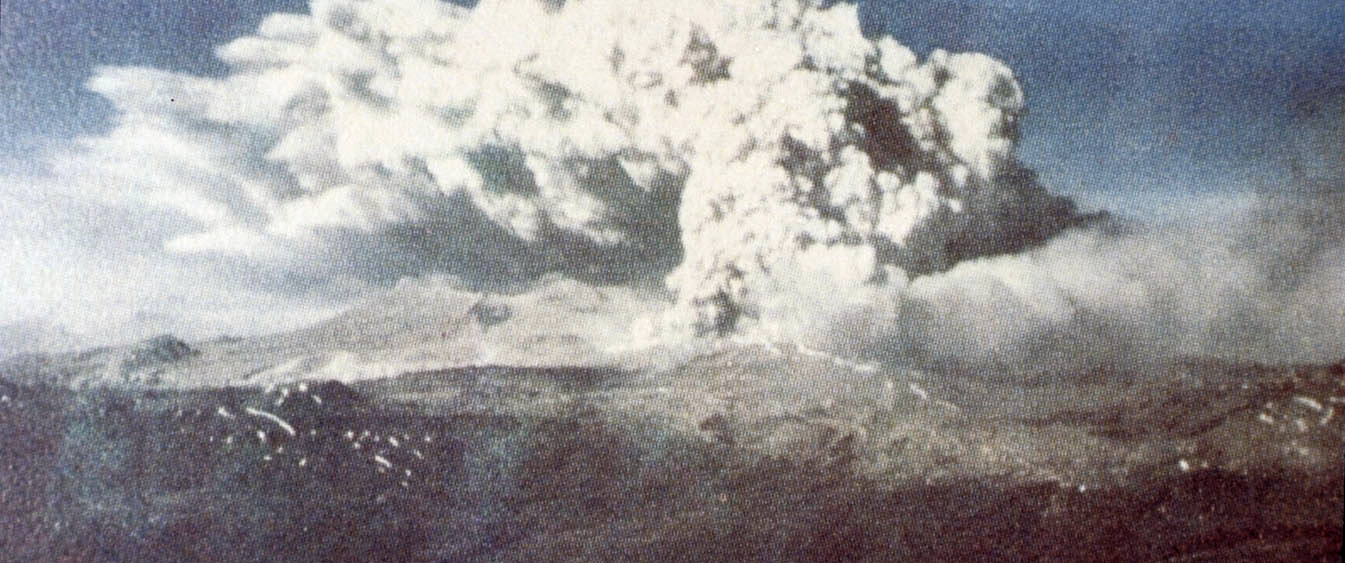
Ausbruch des Puyehue infolge des Erdbebens von Valdivia 1960

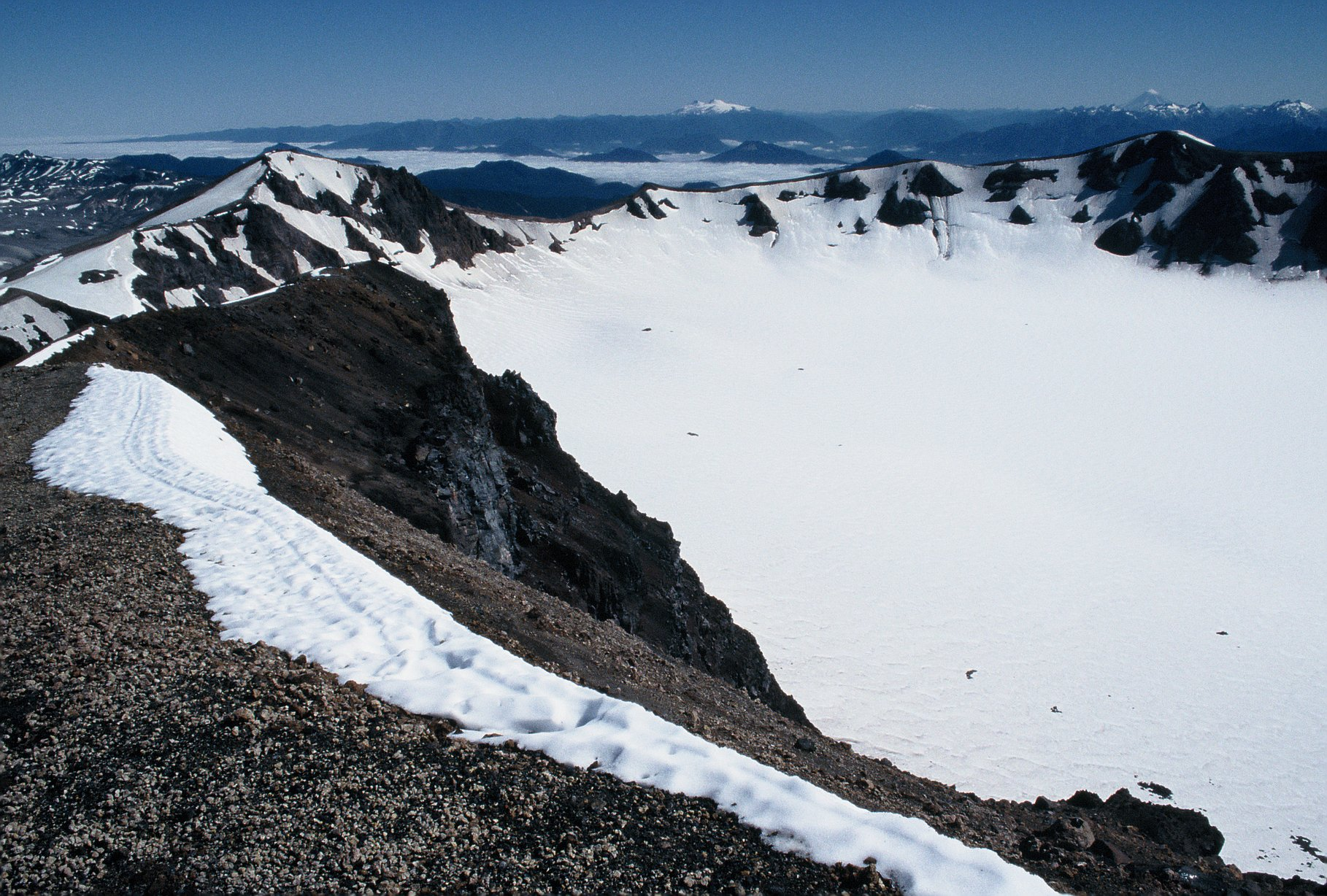
Blick vom Gipfel des Puyehue in den Hauptkrater

Im Juli 2018 wurden am Cordón Caulle und am Osorno verstärkte Erdstöße festgestellt, für die Umgebung beider Vulkane wurde gelber Alarm ausgelöst.
| Jahr | Datum        | VEI | Bemerkungen |
| ---- | ------------ | --- | --- |
| 2011 | 4. Juni      | 5   | Plinianische Eruption der Cordón Caulle. |
| 1990 |              | 1   | Ein kleiner Bimskegel könnte entstanden sein.                                                                                               |
| 1960 | 24. Mai      | 3?  | 48 h nach dem Erdbeben von Valdivia 1960 gab es Ausbrüche an der südlichen Flanke (Cordón Caulle); Asche bis in 8 km Höhe                   |
| 1934 | 6. März      | 2   | Ausbruch am Cordón Caulle |
| 1929 | 7. Januar    | 2   | Ausbruch am Cordón Caulle |
| 1921 | 13. Dezember | 3   | Plinianische Eruption der Cordón Caulle mit Aerosolen bis zu 62 km Höhe; Nachweis der Asche auch in Europa; Eruptionsdauer bis Februar 1922 |
| 1919 |              | 2   | Puyehue-Ausbruch, der bis 1920 andauerte |
| 1914 | 8. Februar   | 2   | Ausbruch des Puyehue |
| 1905 |              | 2   | Puyehue könnte ausgebrochen sein |
| 1893 |              | 2   | Puyehue könnte ausgebrochen sein |
| 1759 |              | 2   | Puyehue könnte ausgebrochen sein |